# Friedrich Schmeisser

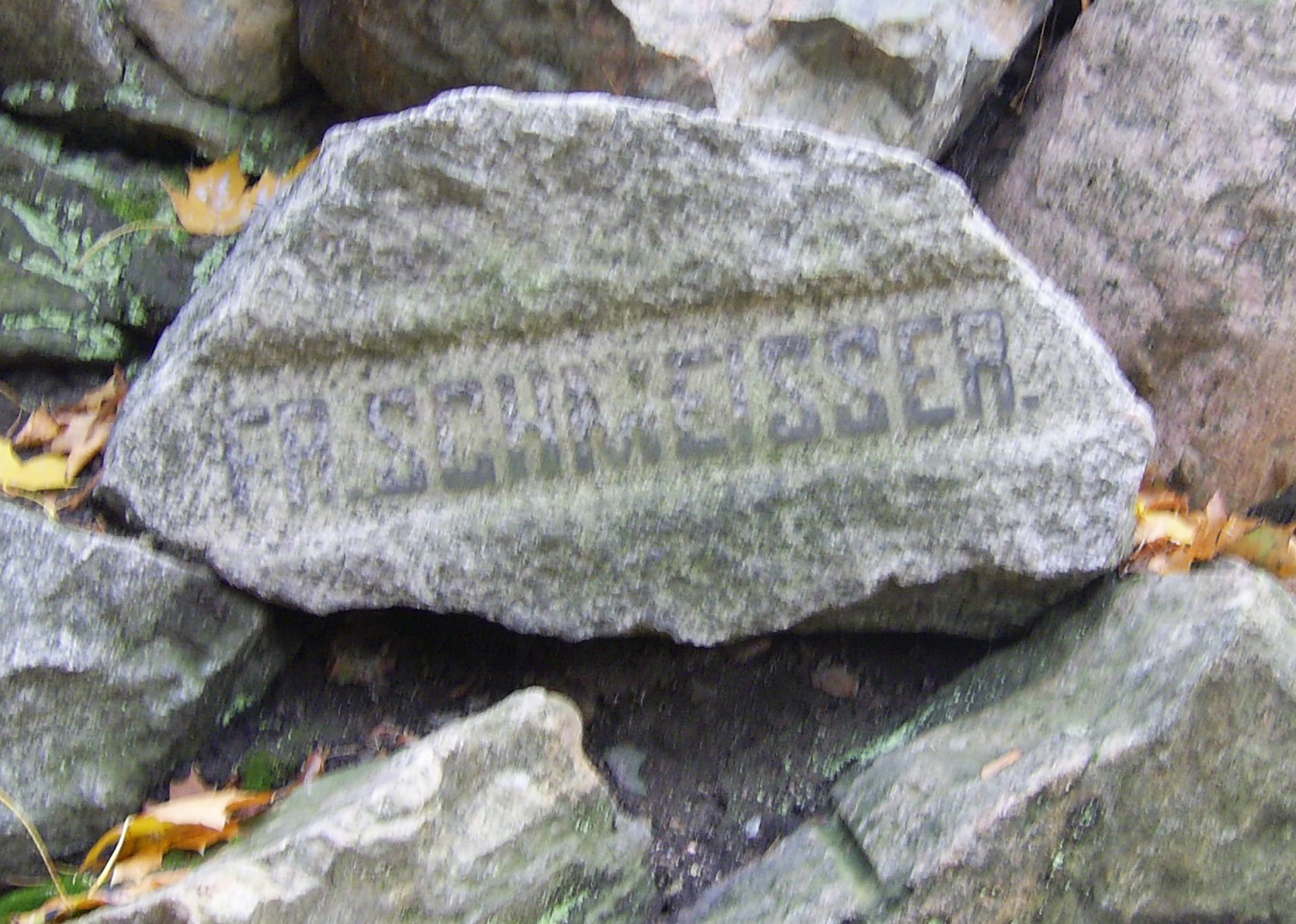
Inschrift FR. SCHMEISSER auf dem Denkmal Den Schöpfern dieser Anlage von 1886 im Lennépark Frankfurt (Oder)

Johann Christian Friedrich Schmeisser (auch Friedrich Schmeißer; geb. 1785 in Kriebitzsch; gest. 13. Dezember 1869 in Frankfurt (Oder)) war ein deutscher Mathematiker, Philosoph und Lehrer.

## Leben
Friedrich Schmeisser wurde in dem Dorf Kriebitzsch im Herzogtum Sachsen-Gotha-Altenburg geboren. Er ging im nahe gelegenen Altenburg in das dortige Gymnasium. Danach studierte Schmeisser an den Universitäten in Jena und Leipzig. In Jena war er Mitglied der Herzoglichen Lateinischen Gesellschaft. Schmeisser schloss sein Studium als Doktor der Philosophie ab. 1812 bewarb er sich an seinem alten Gymnasium in Altenburg. Schmeisser wurde Privatlehrer für Mathematik und alte Sprachen am von August Christoph von Wackerbarth gegründeten Kadettenkorps in Dresden. 1813 veröffentlichte Schmeisser ein erstes Schulbuch.
Aus Dresden wurde er am 30. Juni 1817 als Oberlehrer der mathematischen und physikalischen Wissenschaften an das Friedrichsgymnasium in Frankfurt (Oder) gerufen. Ab Herbst 1818 war er dort zugleich Prorektor.

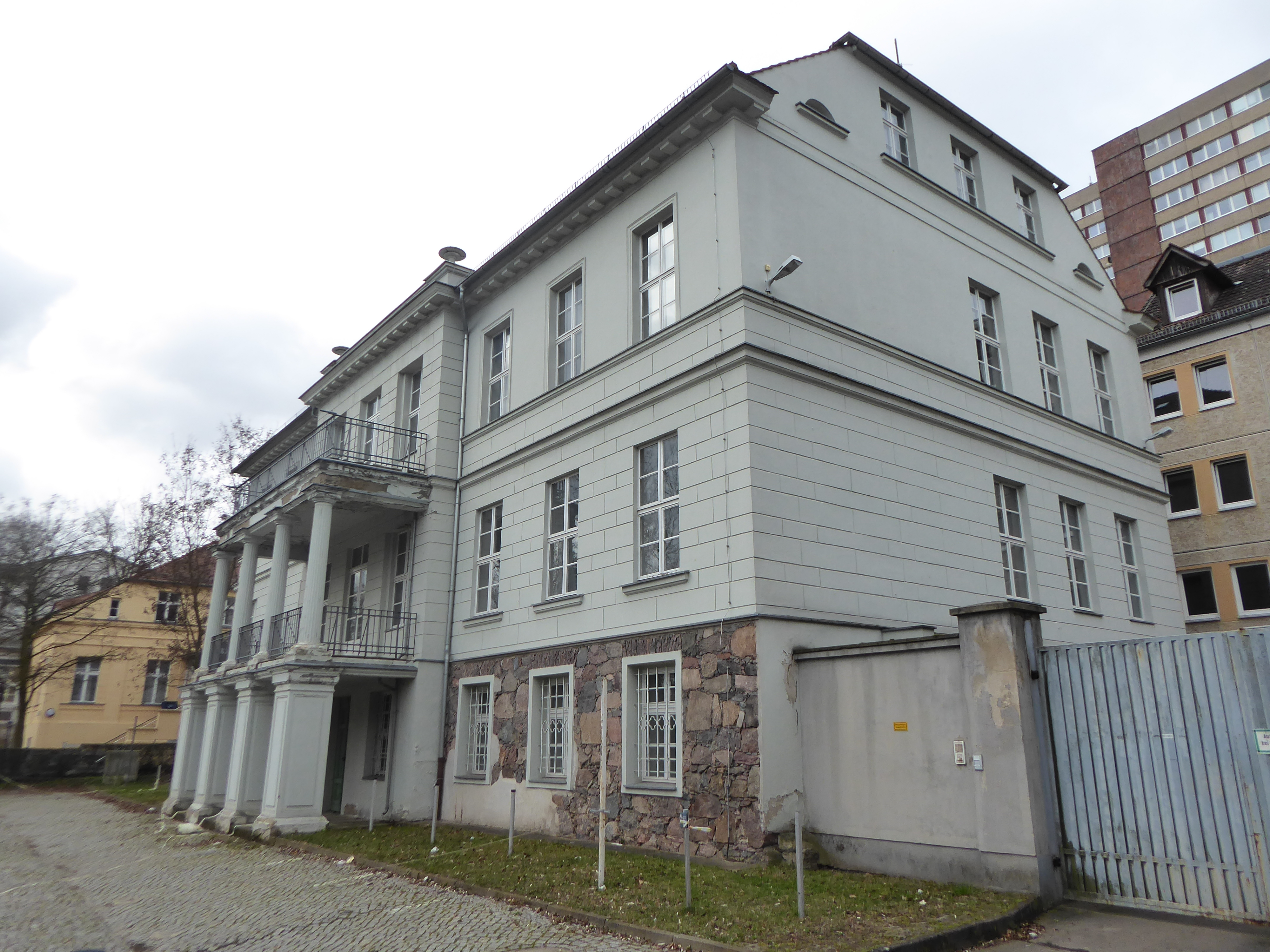
Für Friedrich Schmeisser 1827 errichtetes Wohnhaus Halbe Stadt 9 im Jahr 2019

1821 heiratete Friedrich Schmeisser Emilia Lassalle, Tochter des verstorbenen Frankfurter Stadtrates Lassalle. So kam er zu erheblichem Grundbesitz. Frankfurt (Oder) verlieh ihm 1822 das Bürgerrecht. Im Februar 1825 kaufte Schmeißer von Schuhmachermeister Müller einen Berg samt einem Sommerhaus, das heutige Grundstück Halbe Stadt 9. Dort ließ er 1827 ein neues größeres Haus errichten. Das Gebäude hatte zur Bauzeit die Nr. 6, heute Halbe Stadt 9. 2019 beherbergt es die Polizeiwache und steht unter Denkmalschutz.

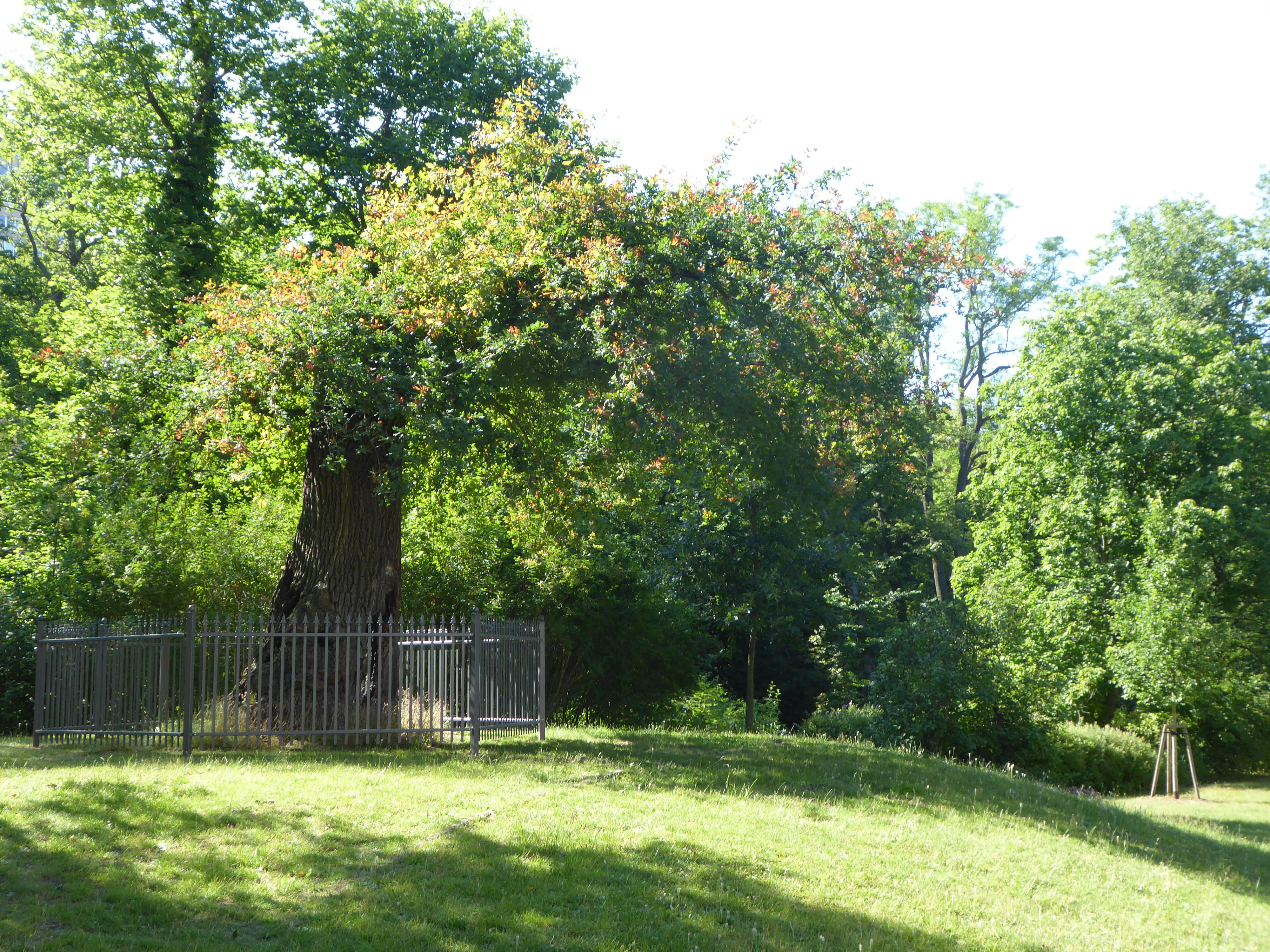
Von Schmeisser 1827 gerettete, sogenannte „Schmeissereiche“ im Lennépark Frankfurt (Oder) im Jahr 2018

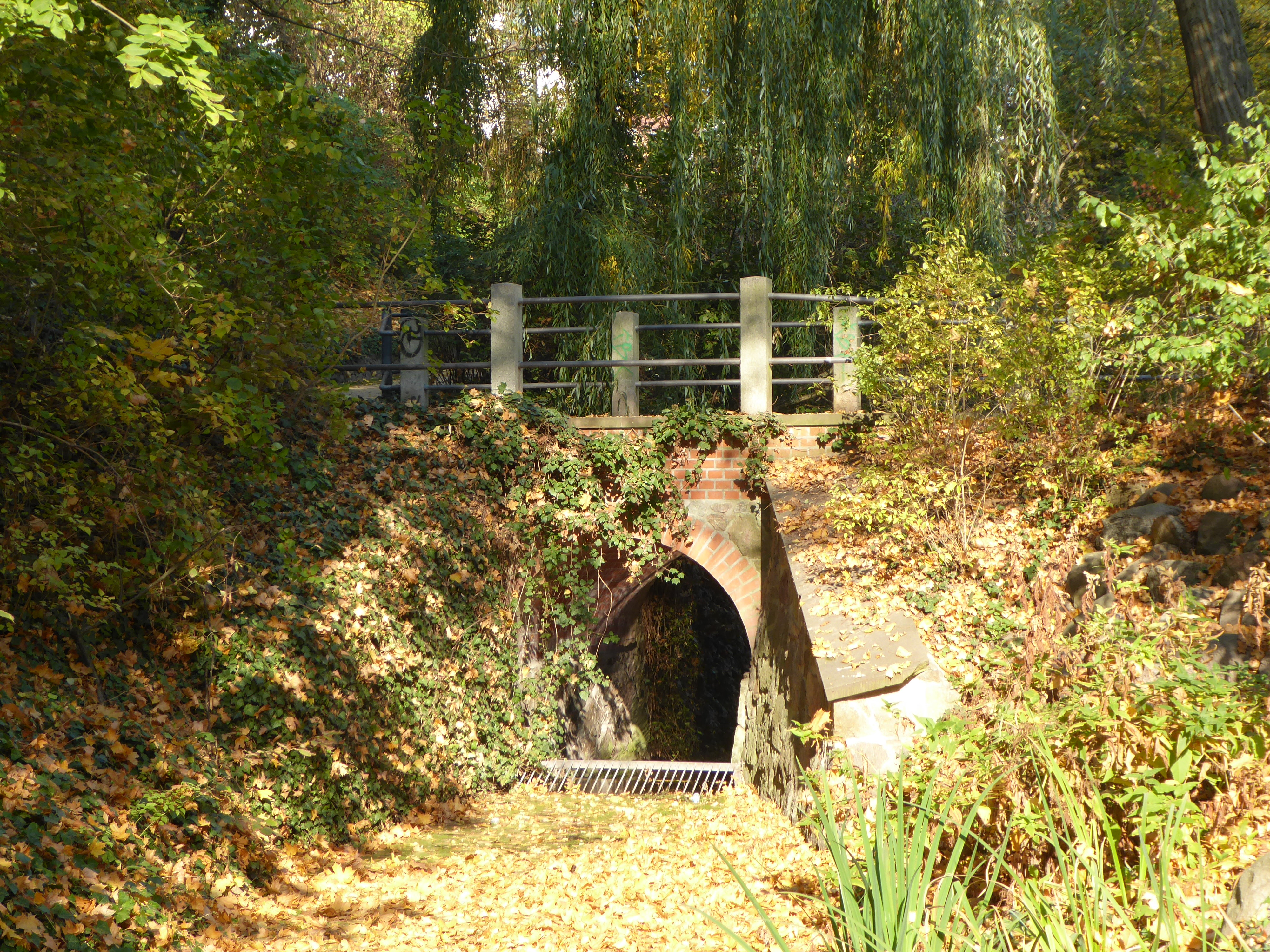
1827 errichtete Notbrücke; heutige Schmeisserbrücke über das Lennéfließ (Stadtgraben) im Lennépark Frankfurt (Oder) im Jahr 2018

Friedrich Schmeisser setzte sich sehr für die Umwandlung der ehemaligen Frankfurter Wallanlagen in einen Bürgerpark ein. Nachdem die Wallanlagen 1820 militärisch sinnlos geworden waren, verwilderte das Gelände, das zwischen Schmeissers Grundstück und der westlichen Stadtmauer lag. Auch auf Betreiben Schmeissers taten sich einflussreiche Frankfurter Bürger zusammen, um einen Stadtzugang von Westen schaffen zu lassen und die Wallanlagen in einen Park umzuwandeln. Zusammen mit dem Kaufmann Michael Martin Lienau reichte Schmeisser bei der Stadt einen Antrag auf Kostenübernahme ein. Daraufhin sammelten Frankfurter Bürger 541 Taler. Von diesem Geld wurden zwischen 1825 und 1827 ein neuer Weg durch die Wallanlagen, eine kleine Brücke (an der Stelle der heutigen Schmeisserbrücke) und ein verschließbares Tor in der Stadtmauer bezahlt. Bei einer zweiten Sammlung 1832 kamen 889 Taler zusammen. Alle Bäume sollten gefällt und das Gelände eingeebnet werden. Schmeisser kaufte für 2 Taler eine Eiche und bewahrte sie so. Sie wird heute als Schmeisser-Eiche bezeichnet und gilt als ältester Baum des Lennéparks. 1832 beschloss der Frankfurter Stadtrat die Umgestaltung der Wallanlagen nach den Entwürfen Peter Joseph Lennés unter Leitung Schmeissers. Die Arbeit ging mit Unterbrechungen weiter, sobald wieder Geld eingesammelt worden war. 1842 zerstörten vom Besitzer der Lohmühle aufgewiegelte Arbeiter einen wegen der Bauarbeiten errichten Damm am Stadtgraben. Daraufhin legte Schmeisser die Bauleitung nieder. 1845 war die Arbeiten am heutigen Lennépark abgeschlossen, dem nach Theresienstein in bayrischen Hof an der Saale zweitältesten Bürgerpark Deutschlands.
1855 ging Friedrich Schmeisser in den Ruhestand.
Auf dem 1886 eingeweihten Schöpferdenkmal im Lennépark ist Schmeissers Name verewigt.

## Werke
- Orthodidaktik der Mathematik insbesondere für gelehrte Schulen. Dresden 1813, OCLC 614153160.
- De disciplinis mathematicis a Philippo Melanchthone ad veram philosophiam restituendam in Scholas revocatis. Frankfurt (Oder) 1817, OCLC 252885161.
- Lehrbuch der reinen Mathesis zu einem zum Selbstfinden leitenden Vortrage derselben nach Platonischer Weise in Gymnasien nebst einer Vorrede über die Mathesis der Griechen gegen die Mathematik unserer Zeit und die Bildungskraft derselben. Realschulbuchhandlung, Berlin, Dresden 1817, OCLC 832274942 (eingeschränkte Vorschau in der Google-Buchsuche).
- Die Elemente der Geometrie systematisch, zum Leitfaden beim Unterricht in Schulen; Mit 2 Steintafeln. Trowitzsch,, Berlin, Frankfurt (Oder) 1822, OCLC 247243040.
- Ueber die Vorträge der Logik in Gymnasien. Frankfurt (Oder) 1823, OCLC 253152434.
- Betrachtung über den Abgang studirender Jünglinge von Gymnasien zu Universitäten. Frankfurt 1829.
- Ueber die gänzliche Entbehrlichkeit der gewöhnlichen mangelhaften u. einseitigen Umwandelungen der Gleichungen der oberen u. sphärischen Trigonometrie. Frankfurt (Oder) 1833, OCLC 504030760 (slub-dresden.de [abgerufen am 28. August 2015]).
- Beobachtungen in Hinsicht des Ursprungs der Quellen u. des Einflusses des Mondes auf die Ergiebigkeit derselben nebst Bemerkungen trigonometrischen Inhalts. Hoffmann, Frankfurt (Oder) 1837, OCLC 248267677.
- Kritische Betrachtung einiger Lehren der reinen Analysis, welchen der Vorwurf der Ungereimtheit gemacht worden ist. Trowitzsch, Frankfurt (Oder) 1842, OCLC 311735933 (eingeschränkte Vorschau in der Google-Buchsuche).
- Bemerkungen zu einer wissenschaftlichen Behandlung der Lehren der Geometrie. Friedrichsgymnasium, Frankfurt (Oder) 1855, OCLC 251982377, urn:nbn:de:hbz:061:1-194963.